# Hội Thiên văn Vương thất

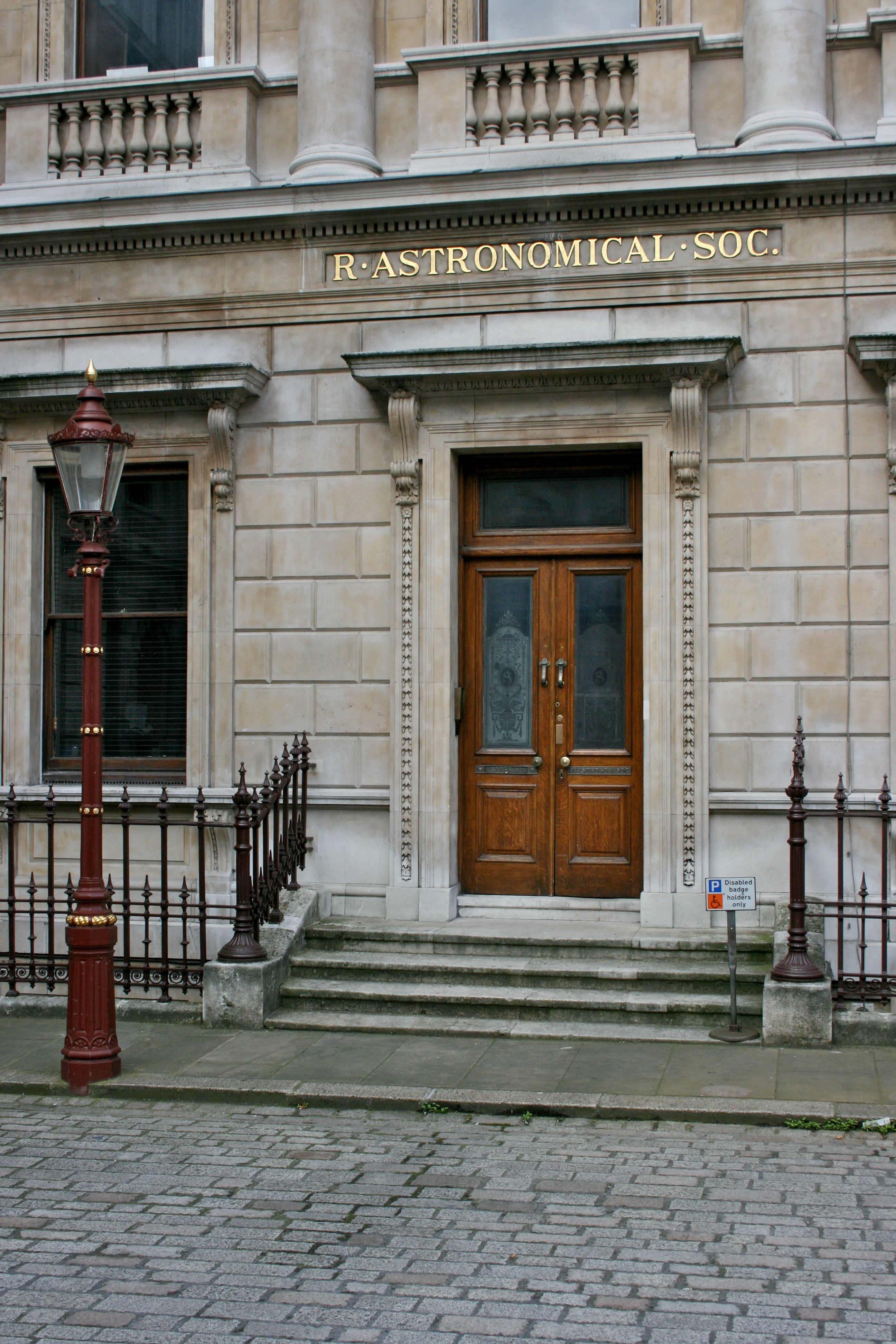
Cơ sợ của hiệp hội thiên văn Hoàng gia tại tòa nhà Burlington, Anh

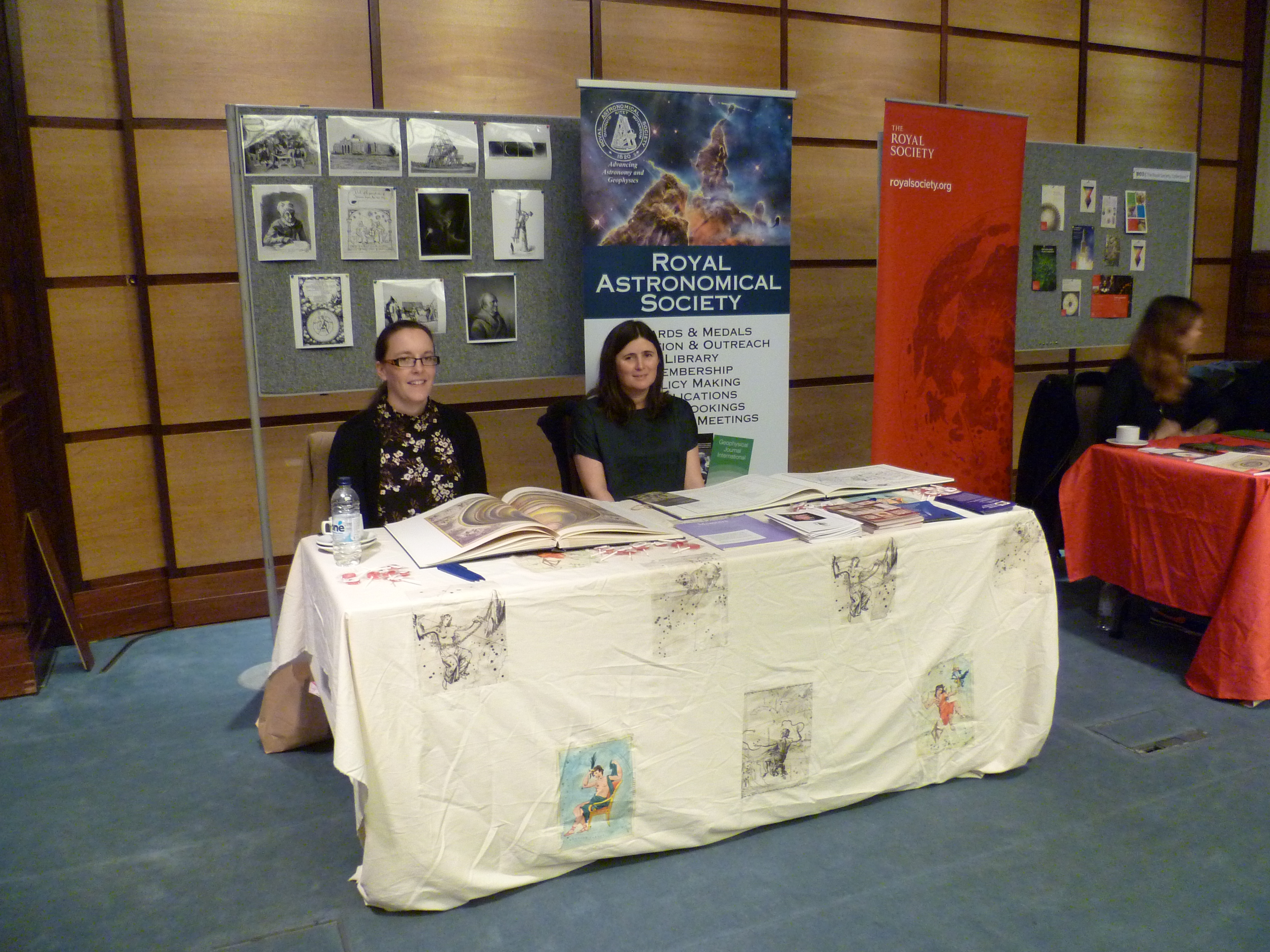
Hiệp hôi thiên văn Vương thất Anh trưng bày những tài liệu của mình tại một buổi triễn lãm

Hội Thiên văn Vương thất (RAS) được thành lập vào ngày 10 tháng 3 năm 1820 để hỗ trợ cho việc nghiên cứu thiên văn (chủ yếu được thực hiện bởi các nhà thiên văn học hơn là các chuyên gia). Nó đã trở thành hội thiên văn Hoàng gia vào năm 1831 khi nhận được hiến chương Vương thất từ William IV. Vào năm 1915, hội bắt đầu kết nạp những người phụ nữ tài năng theo điều lệ đã được bổ sung. Đây là tổ chức Anh gắn bó mật thiết với hiệp hội thiên văn quốc tế và là một trong những thành viên của hội đồng khoa học quốc tế, họ cùng nhau khuyến khích và thúc đẩy các nghiên cứu thiên văn học, hệ mặt trời, địa vật lý và các ngành có liên quan chặt chẽ đến khoa học. Các cuộc họp của họ được tổ chức tại tòa nhà Burlington(Burlington House), Piccadilly, Luân Đôn và khắp Vương quốc Anh. Ngoài ra hội còn soạn thảo và xuất bản các tạp chí thiên văn và các tạp chí theo định kỳ.
Hiện tại, hội thiên văn Hoàng gia có hơn 3000 thành viên,  tuy nhiên có  khoảng một phần ba thì định cư ở nước ngoài. Bên cạnh đó, những người nổi tiếng hay những người bình thường, có quan tâm đến thiên văn học, địa vật lý và mong muốn hỗ trợ công việc của hội đều có thể trở thành đồng minh thân thiết (tên tiếng Anh:Friends of the RAS) của RAS Lưu trữ ngày 20 tháng 10 năm 2013 tại Wayback Machine.

## Ấn phẩm
Danh sách các ấn phẩm của hội thiên văn Hoàng gia từ trước đến nay theo NASA:
- Memoirs of the Royal Astronomical Society (MmRAS): 1822–1977[2]
- Monthly Notices of the Royal Astronomical Society (MNRAS): Từ năm 1827 đến nay
- Geophysical Supplement to Monthly Notices (MNRAS): 1922–1957
- Geophysical Journal (GeoJ): 1958–1988
- Geophysical Journal International (GeoJI): từ 1989 đến nay
- Quarterly Journal of the Royal Astronomical Society (QJRAS): 1960–1996
- Astronomy & Geophysics (A&G): từ 1997 đến nay